# Alnsjøen
Alnsjøen ist ein See in Lillomarka, nördlich von Oslo (Norwegen). Er liegt 237 Meter über dem Meeresspiegel und hat eine Fläche von 0,39 km². Alnsjøen wird entwässert durch den Fluss Alna, welcher in den Oslofjord mündet. Im 18. Jahrhundert wurde im umliegenden Gebiet Kupfererz abgebaut.
Heute ist der See ein Wasserreservoir von Oslo. Um das Trinkwasser vor Verunreinigungen zu schützen, ist er eingezäunt. Im Winter, wenn der See zugefroren ist, werden an einigen Stellen die Tore geöffnet. Dann befinden sich Skiloipen auf der Oberfläche, um von einem Ufer zum anderen zu wechseln.

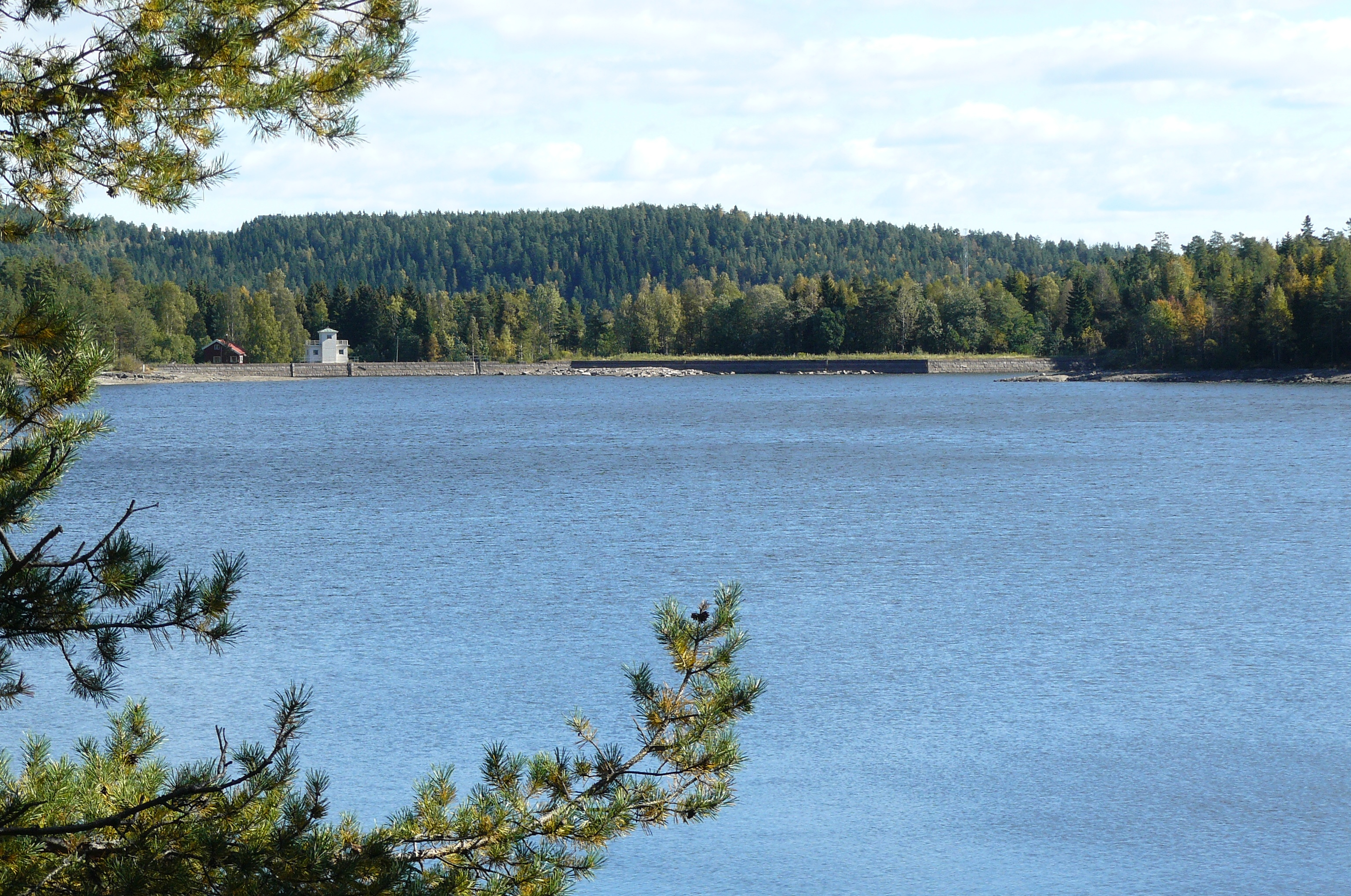
Alnsjøen
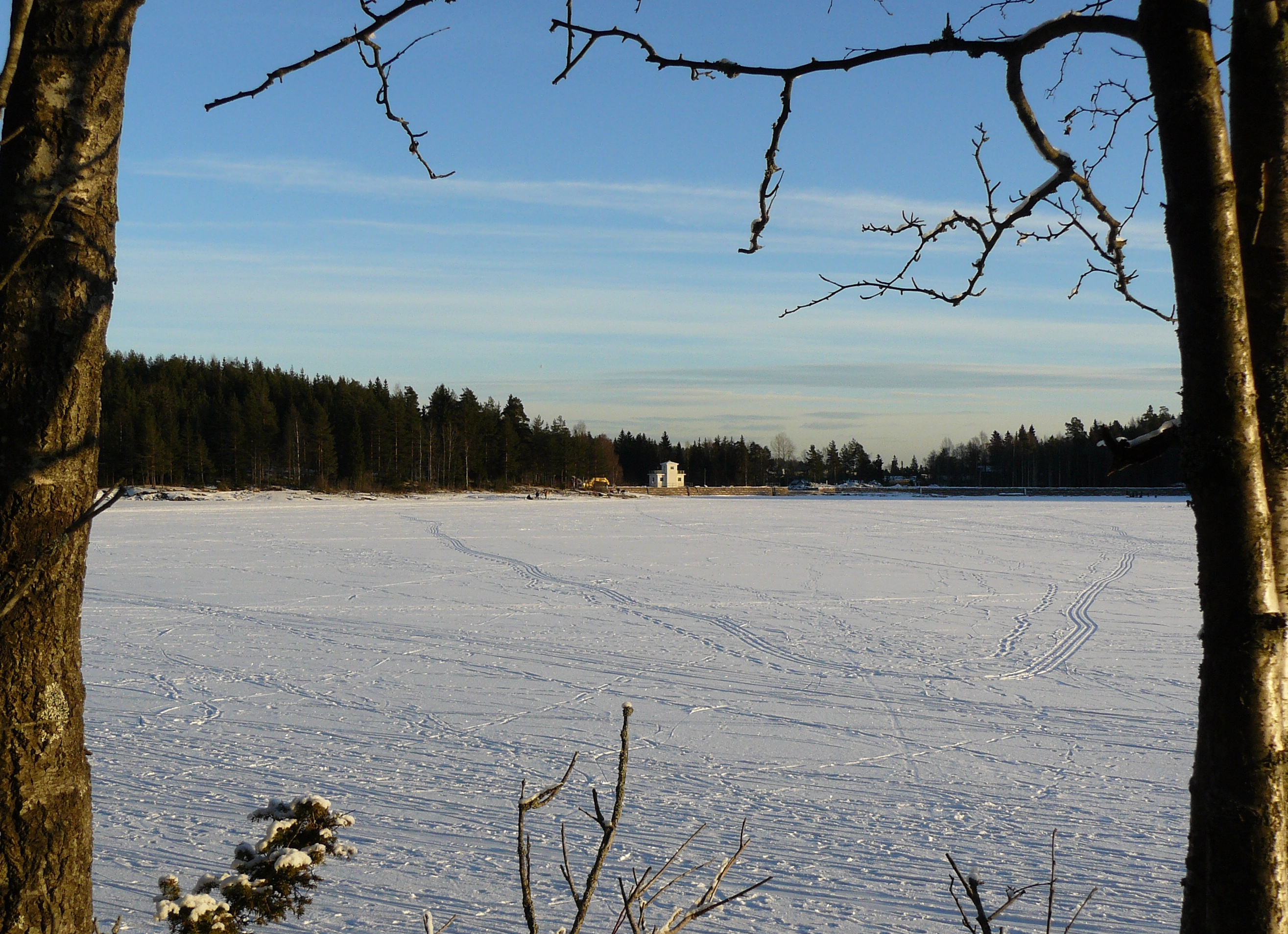
Alnsjøen im Winter
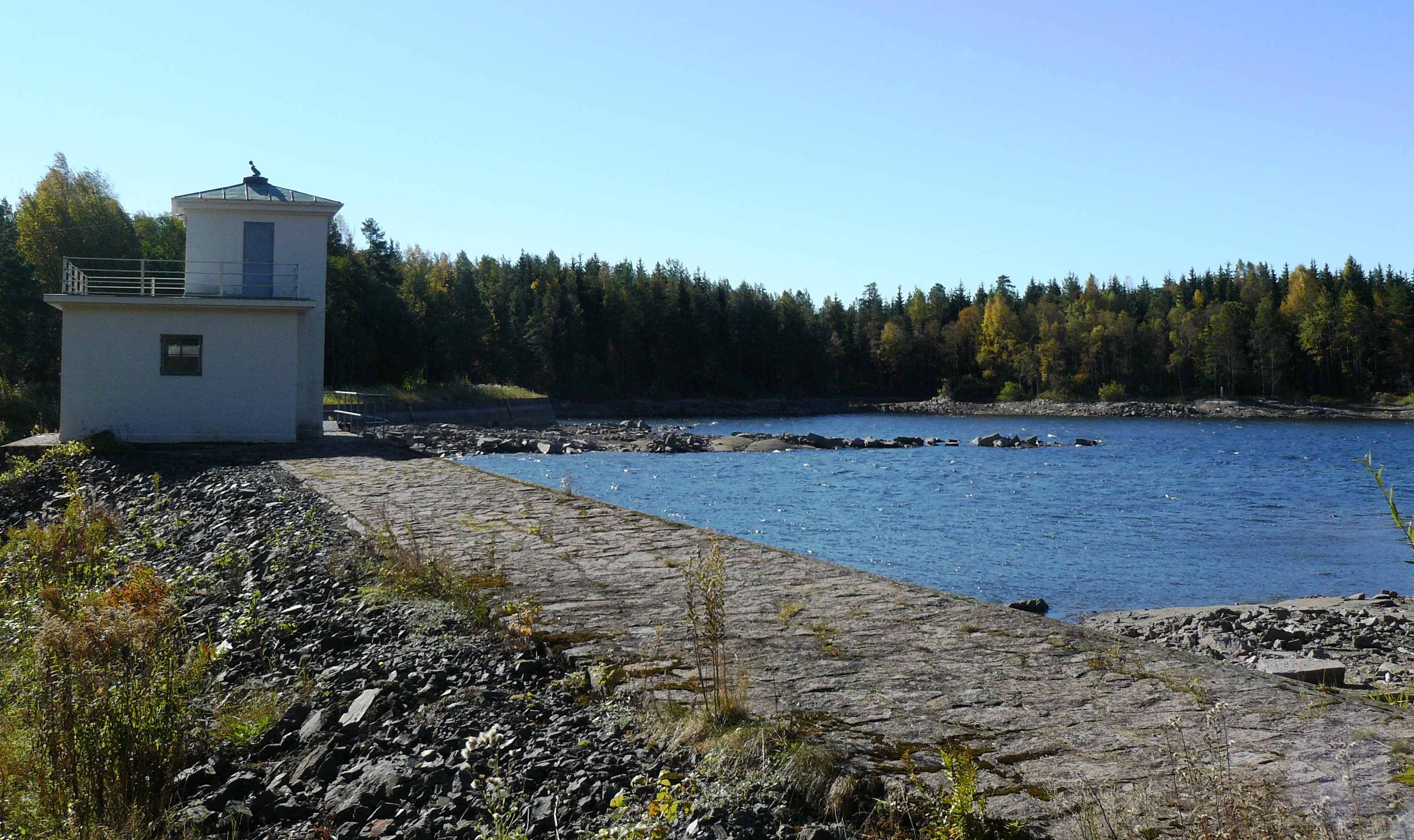
Der Damm von Alnsjøen